# 知味观

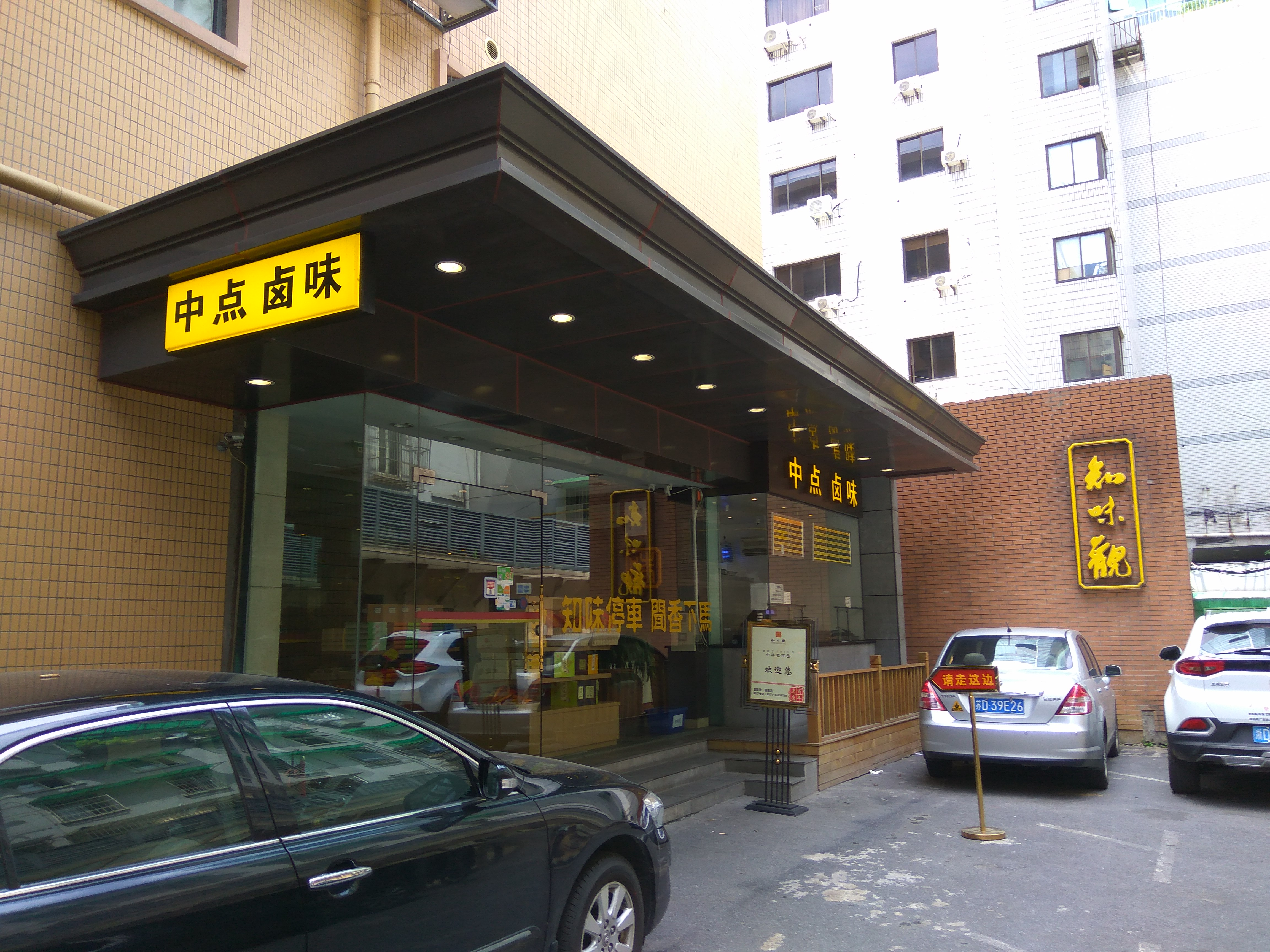
位于直戒坛寺巷的知味观分店

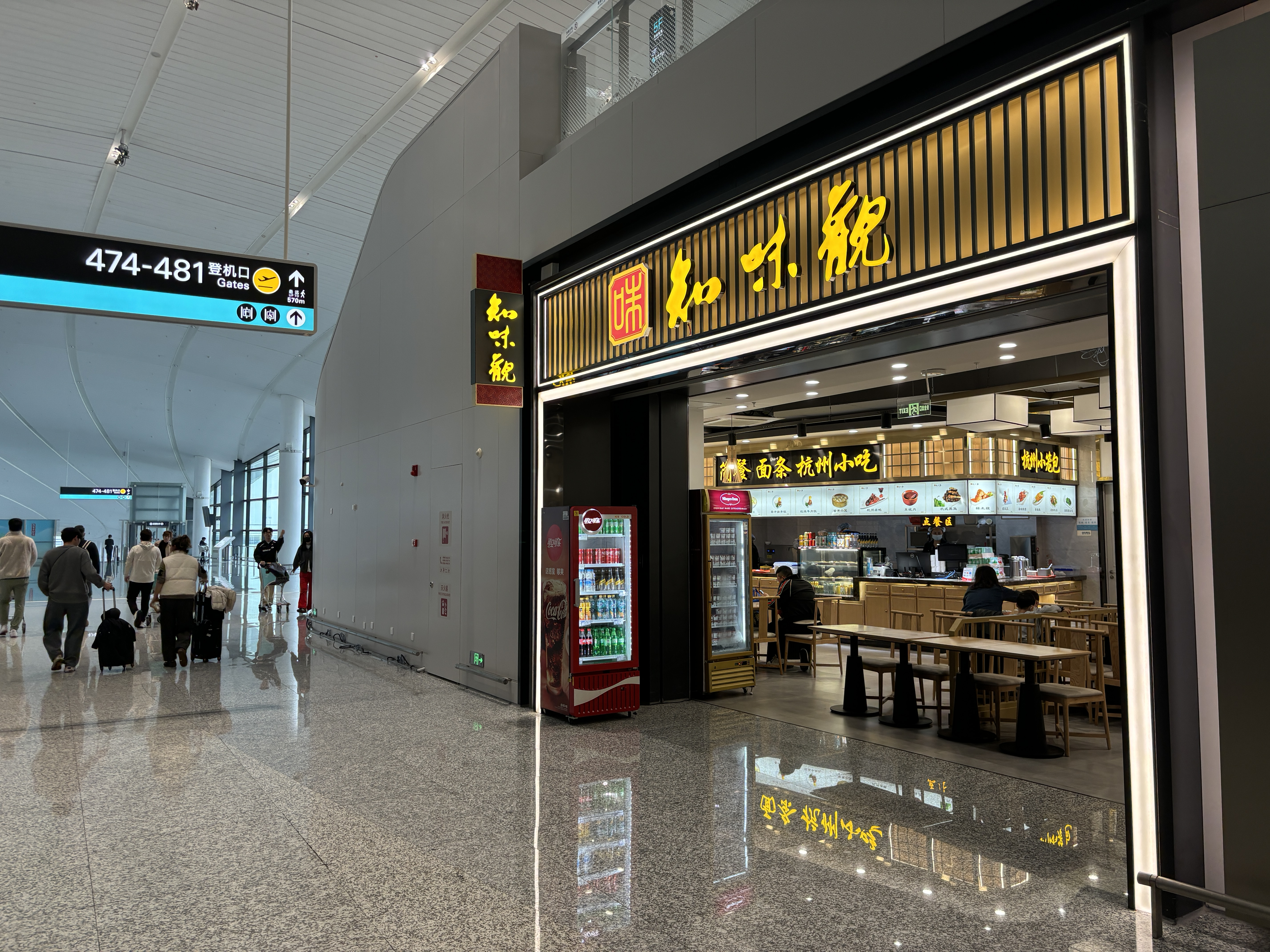
萧山机场T4国际出发分店

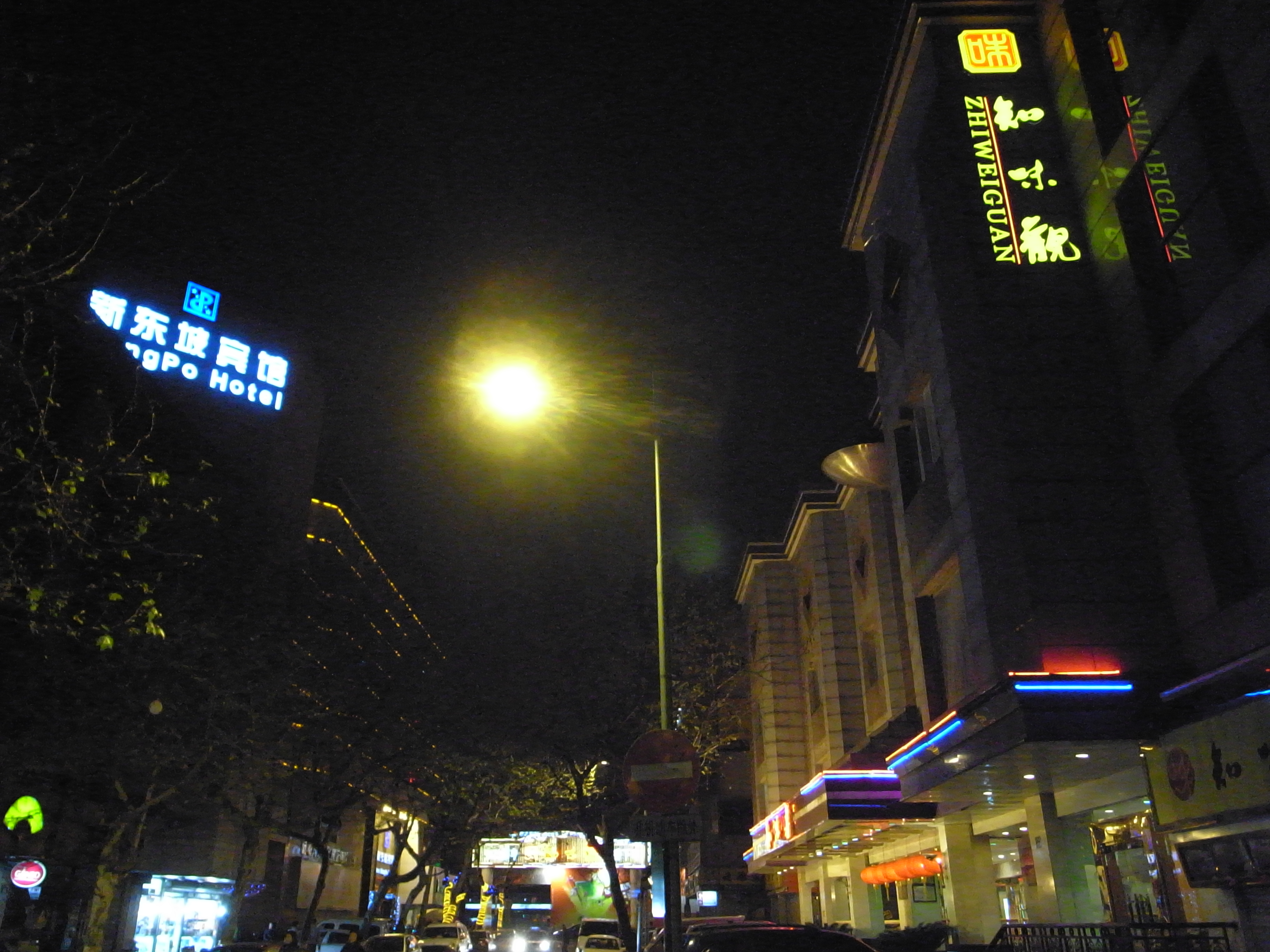
知味观湖滨店

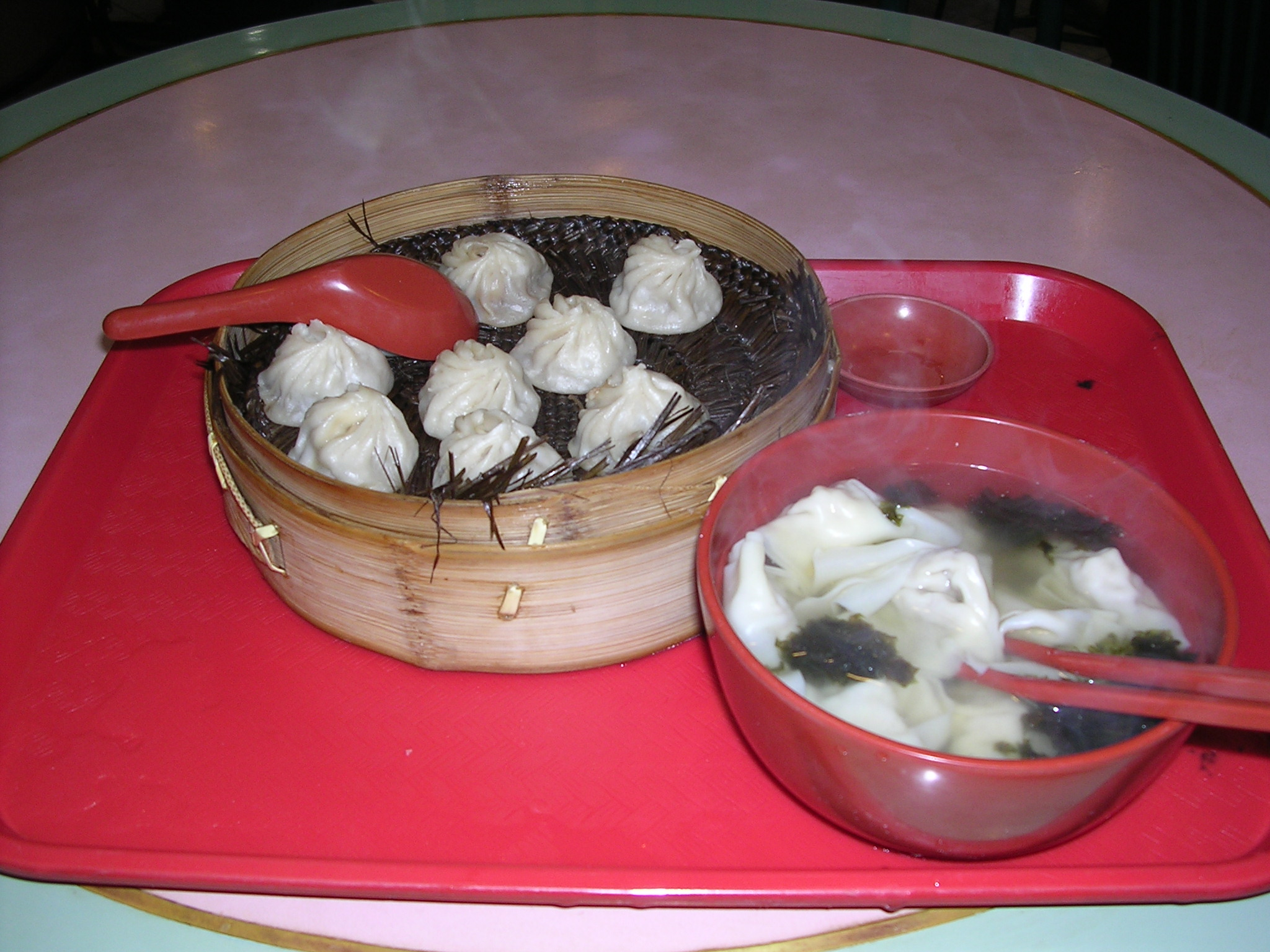
知味观的小笼包和馄饨

知味观是杭州的一个餐饮品牌、“中华老字号”，最初是孙翼斋于1913年创建的餐饮店“知味馆”，“知味停车，闻香下马”为其雅号，至今已有百年历史。它是杭城最具知名度的餐饮企业之一，位于杭州仁和路83号的总店建筑面积为7000多平米，餐位2000余个。知味观已在杭州、上海及杭州周边地区开设80多家各类连锁店，其中杭州地区有分店42家。

## 历史
1913年，绍兴人孙翼斋与人一起，在现在的湖滨公园附近摆摊卖馄饨，但是生意并不理想。孙翼斋读到《礼记·中庸》中的“人莫不饮食也，鲜能知味也”之后受到启发，写下八个大字“欲知其味，观料便知”，贴在摊旁。此举吸引不少市民前来品尝，馄饨摊生意兴隆。之后孙翼斋开设店面，就从八字中取“知味观”三字，名噪一时，宾客纷至。目前，知味观总店建筑面积为7000多平米，餐位2000余个，提供各色菜肴500余种。总店共四层，一楼为传统小吃大厅，二楼接待散客点菜吃饭，三四楼为豪华包厢。
2007年，杭州知味观食品有限公司成立，是隶属于“知味观”品牌下的一家从事食品生产、加工和销售的综合性食品企业，位于杭州市余杭区瓶窑镇凤都工业园区。公司占地面积近26亩，总建筑面积达2.86万平米。
知味观味庄位于杭州西湖杨公堤10－12号，占地面积70亩，沿湖岸线500余米，是杭州高档商务宴请之地。知味观味宅地处河坊街。上海知味观设于上海长寿路831号智慧广场4楼，建筑面积3600余平米。

## 产品
- 各类月饼[3]
- 真空包装食品
- 速冻食品
- 中西式糕点

著名小吃
- 鲜肉小笼
- 猫耳朵
- 糯米素烧鹅
- 幸福双

## 荣誉
- 1993年 被商务部评为“中华老字号”
- 1998年 被评为“浙江省著名商标”
- 2001年 被中国烹饪协会评为“中华餐饮名店”
- 2002年 被中国商业联合会评为“中国名牌企业”，被世界饭店与餐馆协会、中国饭店协会评为“国际餐饮名店”
- 2003年 被中国烹饪协会评为“全国绿色餐饮五星级企业”
- 2013年 被国家工商行政管理总局授予“中国驰名商标”，是浙江首家荣获“中国驰名商标”的餐饮企业[4]